# Natacha (còmic)
Natacha és una serie de còmic franco-belga que narra les aventures del personatge homònim, una hostessa que, juntament amb el seu col·lega Walter, s'enfronta amb terroristes, espies o segrestadors d'avions. Creada per François Walthéry i Gos (Roland Goossens), ha estat dibuixada sempre pel primer, però ha comptat amb altres guionistes a més de Gos, com Peyo, Maurice Tillieux, Raoul Cauvin i Marc Wasterlain. Va ser publicada per primera vegada a la revista Spirou el 26 de febrer de 1970, convertint-se així en "el primer personatge de revista infantil que tenia corbes més enllà de l'acostumat". A partir de 1989, amb la historieta Cauchemirage, va passar a distribuir-se només en àlbums a través de Marsu Productions.